# Osinachi Ohale
Osinachi Ohale (Owerri, 21 december 1991) is een Nigeriaans voetbalspeelster. In 2008 begon ze bij Rivers Angels in de hoogste competitie van Nigeria. In 2010 ging Ohale naar Delta Queens, waarmee ze het Nigeriaans kampioenschap behaalde in 2011 en 2012. Toen Houston Dash in 2014 begon met spelen in de Amerikaans NWSL, werd Ohale aangetrokken. In 2017 ging ze naar de Zweedse competitie om voor Vittsjö en later voor Växjö te spelen. Na een seizoen in Spanje, speelt ze in seizoen 2020/21 voor AS Roma.

## Statistieken
| Seizoen | Club         | Land   | Competitie | Wedstrijden | Doelpunten |
| ------- | ------------ | ------ | ---------- | ----------- | ---------- |
| 2014    | Houston Dash | USA    | NWSL       | 19          | 1          |
| 2017    | Vittsjö      | Zweden | DAM        | 16          | 1          |
| 2018    | Vittsjö      | Zweden | DAM        | 6           | 0          |
| 2018    | Växjö        | Zweden | DAM        | 9           | 0          |
| 2019    | Växjö        | Zweden | DAM        | 16          | 0          |
| 2019/20 | Tacón        | Spanje | PDF        | 15          | 2          |
| 2020/21 | Roma         | Italië | Serie A    | 0           | 0          |
| Totaal  | Totaal       | Totaal | Totaal     | 81          | 4          |

Laatste update: september 2020

## Interlands
In 2010 speelde Ohale voor het Nigeriaans vrouwenelftal O20, en in 2011 nam ze met het Nigeriaans vrouwenvoetbalelftal deel aan het WK in Duitsland.